# Денисов, Пётр Иванович
Пётр Иванович Денисов (1937—2010) — российский инженер-металлург, учёный в области обработки металлов давлением и листопрокатного производства, доктор технических наук, профессор (1987), заслуженный деятель науки РФ (1997).

## Биография
Родился в Магнитогорске 21 января 1937 года.
Окончил Магнитогорский горно-металлургический институт по двум специальностям: «обработка металлов давлением» (1954—1959) и «автоматизация прокатного производства» (1962, вечернее отделение). В 1959—1962 гг. инженер-конструктор, старший инженер Магнитогорского ГИПРОМЕЗа.
В МГМИ: аспирант (1962—1965), ассистент, старший научный сотрудник, доцент, профессор кафедры обработки металлов давлением (1965—1987), зам. декана технологического факультета по учебной работе (1967—1970), заведующий кафедрой процессов и машин обработки металлов давлением (1987—2005).
В 1967 году защитил кандидатскую, в 1986 году — докторскую диссертацию. Профессор с 1987 года.
Основатель научной школы по разработке методов контроля формы полос на основе муарового эффекта.
Участник создания технологий и оборудования для производства кинескопной и копировальной лент, плакированных биметаллических лент для интегральных схем, металлокорда и бортовой ленты для пневматических шин большегрузных самосвалов.
Автор (соавтор) более 300 научных работ, 7 монографий и учебных пособий, 36 изобретений. Монография:
- Поточный контроль прокатываемых полос методом «муар». М., 1982.

Изобретатель СССР. Заслуженный деятель науки РФ (1997).
Умер 1 августа 2010 года. Похоронен на Правобережном кладбище Магнитогорска.